# Aglaopus reversa
Aglaopus reversa är en fjärilsart som beskrevs av W. Warren 1899. Aglaopus reversa ingår i släktet Aglaopus och familjen Thyrididae. Inga underarter finns listade i Catalogue of Life.